# Knut Eriksson
Knut Eriksson (zm. 8 kwietnia 1196) – król Szwecji w latach 1167–1196.
Był synem króla Szwecji Eryka IX Świętego. W 1167 roku, po śmierci Karola VII, zdobył szwedzki tron.
Nie jest znane imię jego żony. Jego następcą na tronie szwedzkim został Swerker II Młodszy. Knut Eriksson miał prawdopodobnie czterech synów, z których Eryk X w 1208 roku został królem Szwecji.